# Vladimír Krylov
Vladimír Krylov (* 6. června 1976 Brandýs nad Labem) je český vývojový biolog a vysokoškolský učitel.

## Život
Narodil se v červnu 1976 v Brandýse nad Labem. V letech 1994 až 1999 absolvoval studium na Agronomické fakultě Vysoké školy zemědělské v Praze a získal inženýrský titul. V letech 1996 až 2001 zároveň studoval na Přírodovědecké fakultě Univerzity Karlovy (PřF UK) a v letech 2001 až 2005 absolvoval na PřF UK také doktorské studium, po jehož absolvování získal titul Ph.D., navíc během něj získal i titul doktora přírodních věd. V roce 2006 začal pracovat jako vedoucí Laboratoře vývojové biologie na Katedře buněčné biologie PřF UK. V letech 2009 až 2020 působil jako člen akademického senátu PřF UK.
V roce 2016 se Krylov na PřF habilitoval v oboru buněčná a vývojová biologie a v roce 2017 se stal členem vědecké rady Ústavu živočišné fyziologie a genetiky Akademie věd České republiky. V roce 2020 se stal proděkanem PřF UK pro vědu, výzkum, vědecké informace a akademické kvalifikace, přenos poznatků a technologií. V říjnu 2024 byl zvolen děkanem PřF UK, když v prvním kole volby získal 15 z 28 hlasů od členů akademického senátu fakulty. Ve funkci tak vystřídal děkana Jiřího Zimu, který již kandidovat nemohl. 